# Stegana kanmiyai
Stegana kanmiyai är en tvåvingeart som beskrevs av Toyohi Okada och Vasily S. Sidorenko 1992. Stegana kanmiyai ingår i släktet Stegana och familjen daggflugor.
Artens utbredningsområde är Taiwan. Inga underarter finns listade i Catalogue of Life.